# William Day
William Day (1797 – 1845) è stato un litografo britannico.

## Biografia
Fu un litografo e pittore ad acquerello inglese in partnership con Louis Haghe, insieme al quale formò la ditta di litografie Day & Haghe, famosa in Londra all'inizio dell'era vittoriana. La ditta produceva litografie che rappresentavano una grande varietà di soggetti, tra cui scene di caccia, vedute topografiche e immagini di genere. Le loro opere erano così tecnicamente superiori che nel 1838 furono nominati "litografi della Regina".
Due dei litografi impiegati da Day e Haghe furono Andrew Picken e Thomas Ashburton Picken.
Suo figlio, William Day jnr, fu registrato all'anagrafe censuaria come ventisettenne nel 1851 e svolgente attività di incisore e pittore, residente al numero 19 di Lorraine Place, in Islington, sposato a Elizabeth Rees (24enne) di Gloucester, e padre di due figli, William J. (2 anni) e James R. (1 anno).
Nelle stesse registrazioni anagrafiche vi è la sorella maggiore di William Day jnr Caroline A. Nicholls (30 anni) sposata con John R. Nicholls (38 anni). 
William Day snr probabilmente ebbe un secondo figlio, John Bellence Day, che nel 1854 sposò Rose Isabel Rees, sorella di Elizabeth. Rose compare nell'anagrafe del 1861 a Claines, Worcestershire, come proveniente da Buenos Aires e moglie di un litografo. 
Nell'anagrafe censuaria del 1881 compare Caroline Nicholls, abitante con il Dr. W.G. Grace e sua moglie Agnes Nicholls Day, loro nipote, figlia di William Day jnr., che era anche cugino primo di W.G. Grace.